# Porza
Porza je obec ve švýcarském kantonu Ticino, okresu Lugano. Žije zde přibližně 1 700 obyvatel.

## Geografie
Obec leží v nadmořské výšce 486 m a patří k ní také vesnice Resega. Nachází se 4 km severně od železniční stanice Lugano. K tradičním způsobům obživy patří zemědělství a vinařství, chov dobytka a v minulosti i chov bource morušového. Vesnice leží 10 minut pod horou Monte San Rocco (549 m n. m.) s výhledem na Lugano a jeho okolí.
Sousedními obcemi jsou Cureglia, Comano a Canobbio na severu, Lugano na východě, Savosa na jihu a Vezia na západě.

## Historie

Letecký pohled (1948)

První zmínka o obci pochází z roku 1299. Ve středověku drželo léto v Porze benediktinské opatství San Pietro in Ciel d'Oro z Pavie. Hrad Trevano, který byl pravděpodobně postaven ve 12. století biskupem z Coma, se nacházel na kopci severovýchodně od Porzy a ve feudálním držení jej vlastnily rody z Coma, jako například Brocchi a později Trevano a Quadri. Na jeho základech byla v roce 1871 postavena honosná vila (zvaná Castello di Trevano). V době Belle Époque se zde scházel kultivovaný svět a jezdili sem koncertovat hudebníci. Kanton vilu převzal v roce 1934 a v roce 1961 byla zbourána, aby uvolnila místo technickému centru (nyní Univerzita aplikovaných věd italsky mluvícího Švýcarska).

## Obyvatelstvo
| Rok            | 1648 | 1698 | 1747 | 1801 | 1850 | 1900 | 1950 | 2000 | 2010 | 2020 |
| Počet obyvatel | 218  | 168  | 186  | 258  | 235  | 241  | 406  | 1348 | 1440 | 1534 |

## Doprava
Obec je napojena na síť autobusových linek městské hromadné dopravy v Luganu a obsluhují ji také linky postbusu.
Nejbližší železniční stanice se nachází v Luganu na Gotthardské dráze.

## Osobnosti
- Clay Regazzoni (1939–2006), švýcarský pilot Formule 1